# Live at Carnegie Hall (album d'Anoushka Shankar)
Pour les articles homonymes, voir Live at Carnegie Hall.
Albums de Anoushka Shankar
Anourag
(2000) Rise
(2005)
Live at Carnegie Hall est un album en live d'Anoushka Shankar enregistré au Carnegie Hall à New York au Festival Salisbury et sorti en 2001.  

## Liste des titres
| 1.    | Introduction                  | Anoushka Shankar | 0:29  |
| 2.    | Raga Madhuvanti: Alap         | Anoushka Shankar | 9:56  |
| 3.    | Krishna                       | Anoushka Shankar | 8:43  |
| 4.    | Raga Madhuvanti: Gat in Rupak | Anoushka Shankar | 11:53 |
| 5.    | Bhupalo Tabla Duet            | Anoushka Shankar | 10:07 |
| 6.    | Raga Mishra Piloo             | Anoushka Shankar | 18:56 |
| 60:04 |                               |                  |       |